# 玫瑰中国城
玫瑰中国城（ばいかいちゅうごくじょう、英語:Rose China town）は、新北市新店区の団地。
新北市新店区の安坑地域に位置し、塗潭山の中腹にある。1979年に開発を開始した。